# Dukli
Dukli es una ciudad censal situada en el distrito de Tripura occidental en el estado de Tripura (India). Su población es de 16941 habitantes (2011). 

## Demografía
Según el censo de 2011 la población de Dukli era de 16941 habitantes, de los cuales 8550 eran hombres y 8391 eran mujeres. Dukli tiene una tasa media de alfabetización del 91,61%, superior a la media estatal del 87,22%: la alfabetización masculina es del 94,81%, y la alfabetización femenina del 88,35%.